# Marasmius collinus
Marasmius collinus är en svampart som först beskrevs av Giovanni Antonio Scopoli, och fick sitt nu gällande namn av Rolf Singer 1942. Marasmius collinus ingår i släktet Marasmius och familjen Marasmiaceae.  Arten är reproducerande i Sverige. Inga underarter finns listade i Catalogue of Life.